# Чувал-Кутан
Чувал-Кутан (также Чувал кутан, Чувалкутан) — кутан Тляратинского района Дагестана. Не имеет официального статуса, подчиняется Герельскому сельскому округу.

## Географическое положение
Расположен на территории Бабаюртовского района, в 14 км к северо-западу от села Бабаюрт.

## История
Основано как кутан колхоза имени Тельмана Тляратинского района.

## Население
По оценке 2017 года на кутане проживало 957 человек.